# At War with the Army
At War with the Army é um filme de comédia de 1950 dirigido por Hal Walker e protagonizado pela dupla Martin e Lewis.

## Sinopse
Vic Puccinelli (Dean Martin) e Arvin Korwin (Jerry Lewis) são dois amigos de infância que se alistam ao serviço militar.
O pior de tudo é a personalidade de Arvin: um burro atrapalhado. Arvin acaba fazedo as maiores confusões no quartel e deixando todo mundo de cabelo em pé, inclusive o seu amigo Vic que infelizmente, teve o seu cargo superior a dele: o cargo de Sargento.

## Elenco
- Dean Martin: Sargento Vic Puccianelli
- Jerry Lewis: Soldado Arvin Korwin
- Mike Kellin: Sargento McVey
- Jimmy Dundee: Eddie
- Polly Bergen: Helen Palmer